# 2830 Greenwich
För andra betydelser, se Greenwich (olika betydelser).
2830 Greenwich eller 1980 GA är en asteroid i huvudbältet som upptäcktes den 14 april 1980 av den amerikanske astronomen Edward L.G. Bowell vid Anderson Mesa Station. Den är uppkallad efter Observatoriet i Greenwich.
Asteroiden har en diameter på ungefär 7 kilometer och den tillhör asteroidgruppen Phocaea.